# 정상원 (언론인)
정상원(1970년 ~ 2005년 3월 25일)는 대한민국의 문화방송 기자였다.

## 주요 이력
1970년 서울에서 태어났고, 서울에서 성장한 그는 1995년 MBC 기자로 입사해 사회부와 정치부 청와대 취재기자를 거쳐 이라크 아르빌 특별취재를 담당 활동하다가 2005년 3월 25일 금요일 새벽 2시 40분쯤 국방부 관련 취재를 위해서 차를 몰고 이동하던 중 서울남부순환도로 강서면허 시험장 근처에서 교통사고로 숨졌다.

## 경력
- 1995년 MBC 보도국 기자 입사
- MBC 사회부 기자
- MBC 정치부 청와대 취재기자
- MBC 이라크 아르빌 특별취재 기자
- MBC 국방부 기자

## 출연

### 과거 텔레비전
- 뉴스&정보 피자의 아침 - 기획취재 출연 (2000년)

## 관련 기사
- 김주하 앵커. 정상원 MBC 보도국 기자, 오늘 새벽 교통사고 사망. MBC 뉴스데스크. 2005년 3월 25일.
- 이종완. MBC 정상원 기자 교통사고 사망 지난 25일 국방부 인사 차 귀가 도중 사고. 한국기자협회. 2005년 3월 29일.